# Sœurs de Saint Joseph de Toronto
Les sœurs de Saint Joseph de Toronto sont une congrégation religieuse féminine enseignante et hospitalière de droit pontifical. Elles font partie de la fédération des sœurs de Saint Joseph du Canada,. Elle est la 1re congrégation de saint Joseph, héritée de celle du Puy, fondée au Canada.

## Histoire
En 1851, à l'invitation d'Armand-François-Marie de Charbonnel (1802-1891), un groupe de sœurs de Saint Joseph de Philadelphie, sous la direction de Mère Delphine Fontbonne (1813-1856), s'installent à Toronto pour prendre la direction d'un orphelinat. Dès l'origine, les sœurs constituent un institut indépendant de celui de Philadelphie en maintenant les constitutions des sœurs de Saint Joseph de Lyon. Elle est donc la 1re congrégation de saint Joseph, héritée de celle du Puy, fondée au Canada. 
Elles donnent naissance à d'autres congrégations de sœurs de Saint Joseph en Ontario (Hamilton en 1852, London en 1868, et Peterborough en 1890) L'institut reçoit le décret de louange en 1920 et ses constitutions obtiennent l'approbation définitive le 20 mars 1934.
Le 20 septembre 1966, elles forment la fédération des sœurs de Saint-Joseph du Canada avec cinq autres congrégations canadiennes (Hamilton, London, Pembroke, Peterborough et Sault-Sainte-Marie) qui ont pour point commun d'avoir été fondées dans l'Ontario selon l'esprit des sœurs de Saint Joseph de Jean-Pierre Médaille. Le 22 novembre 2012, quatre de ces six congrégations canadiennes (Hamilton, London, Pembroke et Peterborough) fusionnent pour devenir les sœurs de Saint Joseph du Canada. La fédération canadienne des sœurs de Saint Joseph se compose alors des sœurs de Saint Joseph de Toronto, des sœurs de Saint Joseph du Canada et des sœurs de Saint Joseph de Sault-Sainte-Marie.

## Activités et diffusion
Les sœurs exercent leur apostolat dans les écoles, les hôpitaux, et les maisons d'hébergement pour personnes âgées.
Elles sont présentes au Canada et la maison-mère est à Toronto. 
En 2017, la congrégation comptait 106 sœurs dans 37 maisons.